# Luigi III Gesualdo
Luigi Gesualdo (1458 – Conza della Campania, 14 novembre 1517) è stato un nobile italiano.

## Biografia

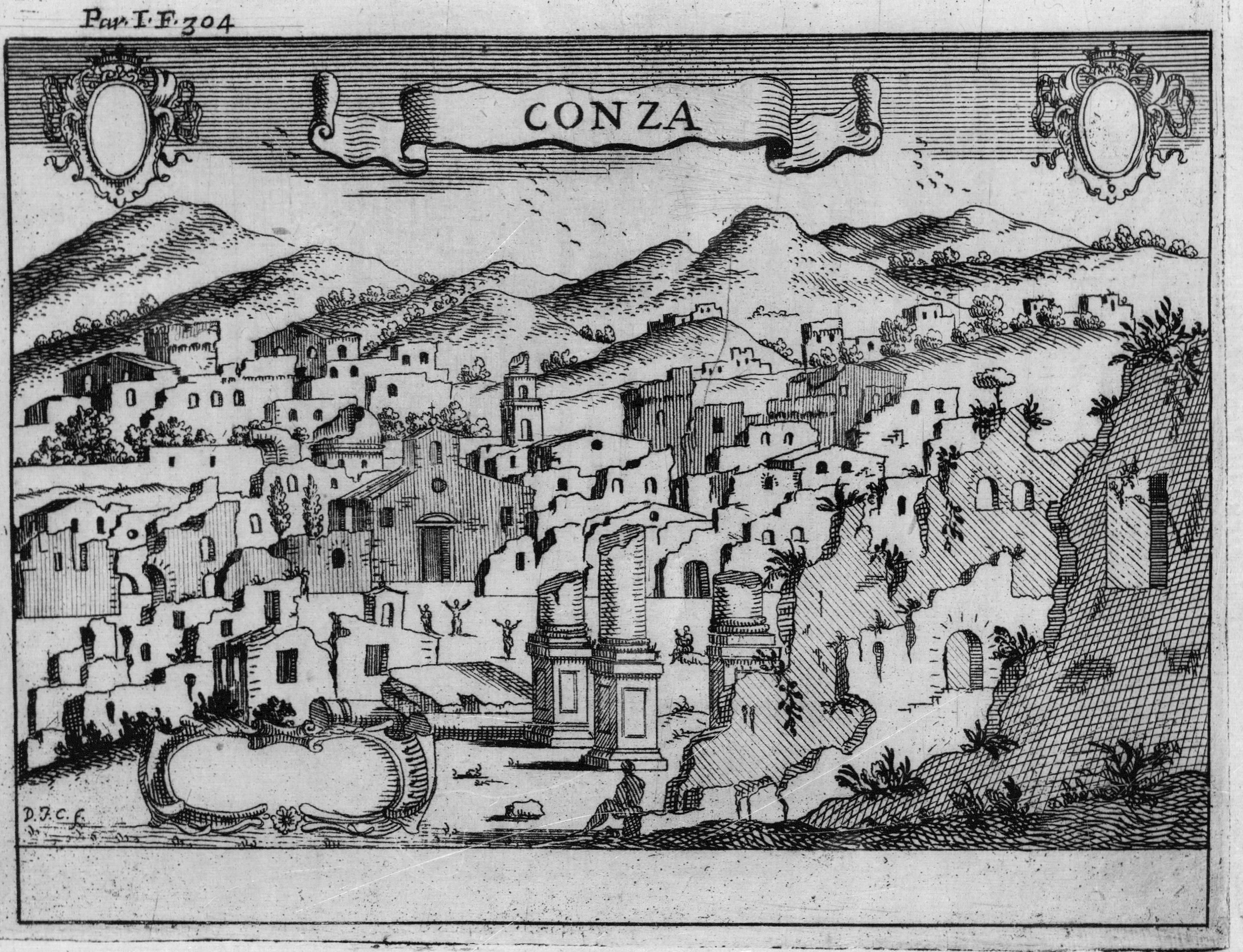
Conza della Campania.

A seguito della morte del fratello Nicolò, morto senza eredi, ricevette l'investitura dei suoi feudi il 17 aprile 1480. Nel 1483 sposò Giovanna Sanseverino dalla quale ebbe: Fabrizio, suo successore, Camillo (arcivescovo di Conza), Giovanni (signore di Bonito) e Costanza che andò in sposa a Leonardo Caracciolo, conte di Sant'Angelo. Restò fedele al re Ferrante d'Aragona durante la congiura dei baroni, nonostante fosse il cognato del principe di Salerno, Antonello Sanseverino,  principale artefice. Alla morte del re Ferrante, venne incorato il figlio Alfonso II. Esso incarcerò, il 30 maggio 1486, Luigi, i figli e i fratelli, perché cognato di Antonello Sanseverino grande nemico di casa d'Aragona. Dichiarato ribelle venne privato del titolo di conte e di tutti i suoi feudi. All'arrivò di Carlo VIII a Napoli, Luigi fu liberato da Carlo, che, con diploma  del 23 maggio 1495, confermò a Luigi Gesualdo il possesso di Conza e degli altri feudi. Alla notizia dell'abbandono della capitale da parte dei francesi, Ferrandino, figlio di Alfonso, rientrò a Napoli e riconquistò i territori persi. Proprio per questo, il 4 giugno 1496, avvenne il saccheggio di Gesualdo. Tuttavia Ferrandino per ottenere la pace nel paese restituì i feudi a tutti i conti che si fossero sottomessi, tra cui Luigi. A seguito della morte di Ferrandino assunse la corona lo zio Federico che dovette scontrarsi con i feudatari che parteggiarono per l'esercito angioino tra cui Luigi Gesualdo. I baroni ribelli al re vennero costretti alla resa nel castello di Teggiano. Luigi Gesualdo, sentendosi colpevole dell'ennesimo tradimento da parte della casa d'Aragona, il 24 ottobre del 1497 fece sapere al re di andare in esilio, a condizione che fosse garantita l'incolumità della sua persona e dei suoi figli. La baronia di Gesualdo venne confiscata e furono assegnati a Troiano II Caracciolo. Successivamente Luigi partecipò alla battaglia di Cerignola per Luigi XII, riuscendo a salvarsi con la fuga. Insieme al cognato Antonello Sanseverino si rifugiò prima a Napoli e poi a Gaeta, partendo via mare per la Francia per sentirsi al sicuro. Il 7 maggio 1506 riottené i feudi confiscati. Luigi III Gesualdo  morì a Conza, il 14 novembre 1517 e fu sepolto nella cappella di Santa Maria delle Grazie nella cattedrale di Conza, non più esistente dal terremoto del 23 novembre 1980.